# Poka (Sarema)
Poka – wieś w Estonii, w prowincji Sarema, w gminie Leisi.